# Floridichthys carpio
Floridichthys carpio es una especie de pez de la familia de los ciprinodóntidos en el orden de los ciprinodontiformes.

## Morfología
Los machos pueden alcanzar los 8 cm de longitud total.

## Distribución geográfica
Se encuentran al sudeste de Florida (Estados Unidos), en el Golfo de México y desde Yucatán hasta Honduras.